# 田村ゆかり BIRTHDAY LIVE 2018 *Tricolore Plaisir*
『田村ゆかり BIRTHDAY ♡ LIVE 2018 *Tricolore ♡ Plaisir*』（たむらゆかり バースデイ ライブ にせんじゅうはち トリコロール プレジール）は、田村ゆかりの通算18作目の映像作品。Blu-rayは通算12作目となる。2018年12月26日にCana ariaよりDVD版とBlu-ray版が同時リリースされた。

## 概要
2018年2月24日・25日・27日の3日間、武蔵野の森総合スポーツプラザで行われた「田村ゆかり BIRTHDAY ♡ LIVE 2018 *Tricolore ♡ Plaisir*」の公演、27日が収録される。前ライブ「20th Anniversary 田村ゆかり LOVE ♡ LIVE 2017 *Crescendo ♡ Carol*」から約5ヶ月ぶりのライブ。当初12月12日に発売予定だったが制作上の都合により変更された。
特典映像はDAY1・DAY2のOPENING MOVIE、BONUS TRACK、Short Movie他、LOVE DOCUMENT、ゆかりんとらくらく&ぜいたくなグランピングへ行こう!が収録されている。ゆかりんとらくらく&ぜいたくなグランピングへ行こう!では前回の特典同様田村ゆかり、SA.KANA、堀崎翔が出演している。

## 収録曲
1. -Prologue-
2. Happy Birthday to You ～ 14秒後にKISSして♡
3. 17才
4. -MC 1-
5. ガラスの靴にMoonglow
6. プレゼント
7. Le paradis
8. Don't wake me☆Up
9. Sweet Trap
10. -Short Movie “NINJYA DAY3「隠れ身の術」”-
11. 星降る夢で逢いましょう
12. だって×2ウキウキ
13. デイジー・ブルー
14. 横顔
15. -CONCEPT MOVIE-
16. 囀りのない部屋
17. 砂のオベリスク
18. Lost Sequence
19. マーメイド
20. -Short Movie “もしもゆかりんがナースだったら・・・”-
21. 恋は天使のチャイムから
22. -MC 2-
23. Hello Again
24. 純愛レッスン
25. candy smile
26. チェルシーガール
27. Double Fascination
28. ＜ENCORE＞
29. ゆかりはゆかり♡
30. -MC 3-
31. fancy baby doll
32. Fortune of Love
33. -MC 4-
34. Baby's Breath
35. -Epilogue-

※特典映像
- BONUS TRACK【DAY1】

1. 太陽のイヴ
2. Good Love
3. 恋せよ女の子
4. コンパス〜笑顔の行方〜

- BONUS TRACK【DAY2】

1. 上弦の月
2. いざさらば
3. 恋のタイムマシン
4. センチメンタル ジャーニー

- Short Movie 【Day1】

1. NINJYA DAY1「風船落とし」
2. もしもゆかりんが犬だったら・・

- Short Movie 【Day2】

1. NINJYA DAY2「変わり身の術」
2. もしもゆかりんが猫だったら・・・

- 田村ゆかりBIRTHDAY ♡ LIVE 2018 *Tricolore ♡ Plaisir* DOCUMENT
- ゆかりんとらくらく&ぜいたくなグランピングへ行こう!